# Voices of the City
Voices of the City és una pel·lícula muda de la Goldwyn Pictures dirigida per Wallace Worsley i protagonitzada per Leatrice Joy i Lon Chaney. Es va estrenar el desembre de 1921 amb el títol “The Night Rose” però en ser prohibida per la censura a l'estat de Nova York degut al caràcter immoral del personatge de Chaney, Goldwyn la va fer reeditar eliminant part de les escenes de l’actor i canviant-li el nom d’O’Rourke per Duke McGee. Es va reestrenar l’any següent amb el títol de “Voices of the City”. Es considera una pel·lícula perduda.

## Argument
Jimmy porta la seva xicota Geòrgia Rodman a un cafè de San Francisco propietat d’O'Rourke, un polític corrupte de qui Jimmy creu ser amic. Allà són testimonis de la mort d'un policia per part d'una banda que lidera O'Rourke. Com que l’assassí just abans havia parlat amb Geòrgia, la parella és detinguda per interrogar-los. Com a resultat, Georgia és expulsada de casa seva i O'Rourke cedeix a la parella una habitació del seu hotel on no els molestarà la policia.
El fiscal adjunt Steven Graham vincula la parella desapareguda amb les activitats d'O'Rourke i recull proves contra ell. O'Rourke planeja subornar Graham i ordena a un dels seus homes que dispari a Jimmy la nit del ball anual. Sally, l'ex-amant d'O'Rourke, assabentada del pla, es gira en contra d'ell i informa Geòrgia. Trobant Jimmy ferit, Georgia busca venjança a la festa, però Sally se li avança i dispara a O'Rourke. Georgia es reconcilia amb la seva família i es retroba amb Jimmy, mentre que Graham s’enamora de la seva germana Mary.

## Repartiment
- Lon Chaney (O'Rourke / Duke McGee)
- Leatrice Joy (Georgia Rodman)
- Cullen Landis (Jimmy)
- John Bowers (Graham)
- Betty Schade (Sally)
- Mary Warren (Mary Rodman)
- Edythe Chapman (Mrs. Rodman)
- Richard Tucker (Clancy)
- Maurice Bennett (Pierson)
- Milton Ross (Courey)
- John Cossar (Garrison)